# Ministério da Segurança Pública da Polônia

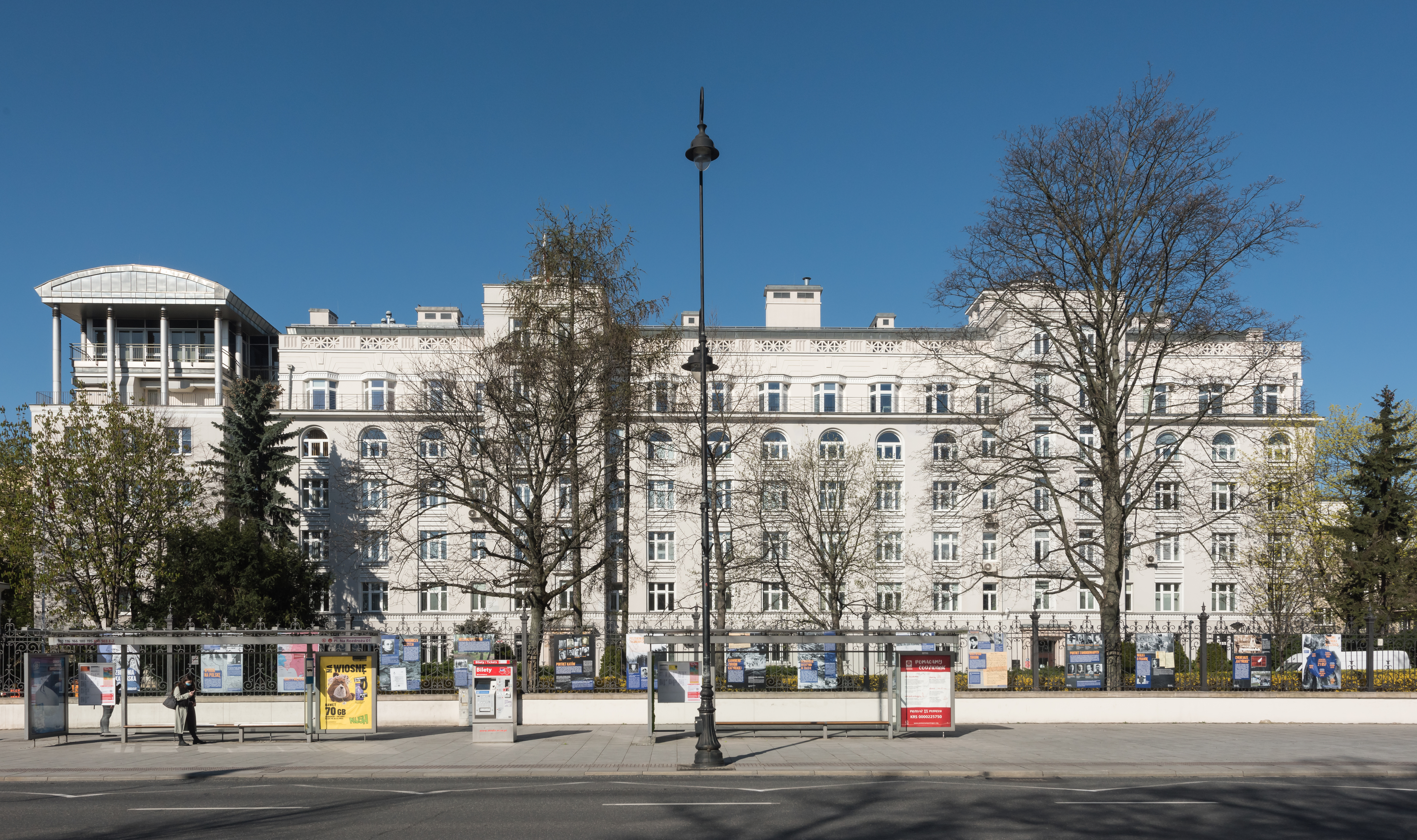
Edificação do Ministério da Segurança Pública da Polônia

Ministério da Segurança Pública da Polônia (polonês: Ministerstwo Bezpieczeństwa Publicznego ou MBP) foi um serviço de Inteligência, Contra-espionagem e Polícia Secreta da Polônia comunista do pós-guerra, que operou no país entre 1945 e 1954 sob o comando do ministro da Segurança Pública, general Stanisław Radkiewicz, supervisionado por Jakub Berman, proeminente figura do  partido comunista polonês e membro do Politburo. Seu objetivo principal era erradicar as estruturas anticomunistas e a base político-social do subversivo Estado Secreto Polonês, assim como a perseguição aos ex-soldados e oficiais do Armia Krajowa, o exército interno de resistência na Polônia ocupada durante a II Guerra Mundial, e da Rzeszenie Wolność i Niezawisłość WiN (Liberdade e Independência), organização subterrânea de resistência ao nazismo e posteriormente ao comunismo.